# Se, vi kämpar för Gud
Se, vi kämpar för Gud är en sång med text från 1884 av Theodor Janson och musik av George Frederick Root.

## Publicerad i
- Frälsningsarméns sångbok 1929 som nr 427 under rubriken "Strid och verksamhet - Under striden"
- Frälsningsarméns sångbok 1968 som nr 479 under rubriken "Kamp och seger"
- Frälsningsarméns sångbok 1990 som nr 638 under rubriken "Strid och kallelse till tjänst".